# Podotheca chrysantha
Podotheca chrysantha là một loài thực vật có hoa trong họ Cúc. Loài này được (Steetz) Benth. miêu tả khoa học đầu tiên năm 1867.